# Beurre d'Isigny
Le beurre d'Isigny est l'appellation d'origine d'un beurre français issu de la production du lait et de sa transformation en crème puis en beurre se déroulant dans la région d'Isigny-sur-Mer, dans les bassins versants de cinq rivières qui se jettent dans la baie des Veys, portant envers une région de 109 communes dans la Manche, et 83 communes dans le Calvados.
Le lait cru est collecté chez les agriculteurs de ce territoire de 24 à 48 heures après la traite des vaches pour ensuite être transformé en crème et en beurre par l'industrie laitière.
L'appellation de ce beurre est protégée via le système AOC depuis 1986.
Pour anecdote, à Disneyland Paris, le beurre servi dans les restaurants provient de la filière agro-industrielle beurre d'Isigny. Ceci est dû au fait que les ancêtres du fondateur (Walt Disney) se soient établis dans Isigny,.

## Cahier des charges

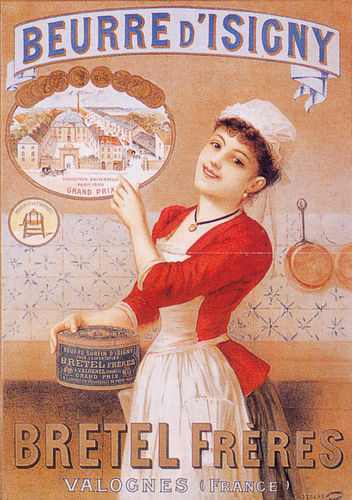
Affiche pour une des nombreuses marques de transformateurs industriels de beurre d'Isigny, vers 1900.

Le beurre ne doit pas contenir de crème de lactosérum, de crèmes reconstituées, congelées ou surgelées, de matières colorantes ou anti-oxygènes ou de substances désacidifiantes destinées à abaisser l'acidité du lait ou de la crème. Tous les procédés destinés à augmenter la teneur en matière sèche non grasse (notamment par incorporation de cultures de ferments lactiques pendant le malaxage) sont également interdits.
Il est possible d'ajouter du sel dans le beurre, avec une limite maximale de 2 g pour 100 g.

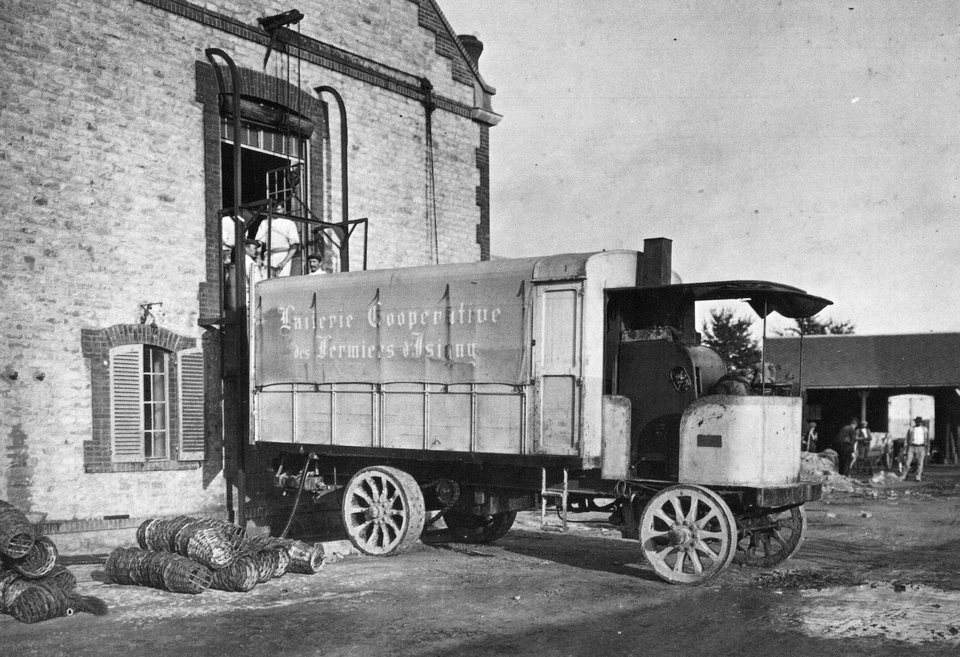
Camion de livraison de la laiterie d'Isigny vers 1900.

Le beurre doit être produit et conditionné à l'intérieur de la zone géographique délimitée.